# The Dark of the Matinée
The Dark of the Matinée släpptes den 19 april 2004 och är den brittiska indierockgruppen Franz Ferdinands tredje singel, samt den tredje från debutalbumet Franz Ferdinand.

## Låtlista
1. The Dark of the Matinée
2. Better In Hoboken
3. Forty Feet